# Saginaw River
Der Saginaw River ist ein 35 Kilometer (22 Meilen) langer Fluss in Zentralmichigan, USA. Er wird durch den Zusammenfluss von Tittabawassee River und Shiawassee River südöstlich von Saginaw gebildet. Auf seinem Weg durchquert er mehrere Countys und mündet schließlich bei Essexville, nördlich von Bay City in den Huronsee. Durch die Einleitung von Abwässern durch Dow Chemical in den Tittabawassee River sind dieser und der Saginaw River erhöht mit Dioxinen belastet. Ob eine Gesundheitsgefahr für die Bevölkerung ausgeht, ist bisher unklar und wird zurzeit (2005) untersucht. Fakt ist aber, dass der Fluss in vergangenen Jahrzehnten im Winter aufgrund der hohen Chemikalienbelastung nicht zugefroren ist. Dies hat sich mittlerweile zum Guten verändert.
Etwas südlich von Bay City überquert der Interstate Highway (nationale Autobahn) I-75 über die Zilwaukee Bridge den Saginaw River.

## Fischerei
Im Saginaw River kann gefischt werden, vom Verzehr der Fische wird aber abgeraten, da sie erhöhte Chemikalienwerte aufweisen können.

## Schifffahrt
Bei Bay City und Essexville wird der Saginaw River von mehreren Hebebrücken überspannt, da große Frachter flussaufwärts fahren und etwa Kies und andere Güter transportieren. Dafür ist im Fluss extra eine Fahrrinne ausgebaggert worden.